# وليام ديفيد ارنيت
وليام ديفيد ارنيت (بالإنجليزية: William David Arnett) (و. 1940 – م) هو عالم فيزياء فلكية، وفيزيائي، وعالم فلك من الولايات المتحدة الأمريكية . وهو عضواً في الأكاديمية الأمريكية للفنون والعلوم .

## التعليم
تعلم في جامعة ييل، ومعهد كاليفورنيا للتقنية، وجامعة كنتاكي، وجامعة كامبريدج

## مناصب وهيئات
أدار جامعة أريزونا، وجامعة شيكاغو، وجامعة رايس.

## جوائز
حصل على جوائز منها:
- جائزة المحاضر لهنري نوريس راسيل (2012)
- Hans A. Bethe Prize [الإنجليزية]‏ (2009).